# Cuthbert Collingwood
Cuthbert Collingwood, 1 baron Collingwood (ur. 26 września 1748 w Newcastle upon Tyne, zm. 7 marca 1810 w Maó) – wiceadmirał floty brytyjskiej, dowodził drugą kolumną okrętów w bitwie pod Trafalgarem.

## Przypisy

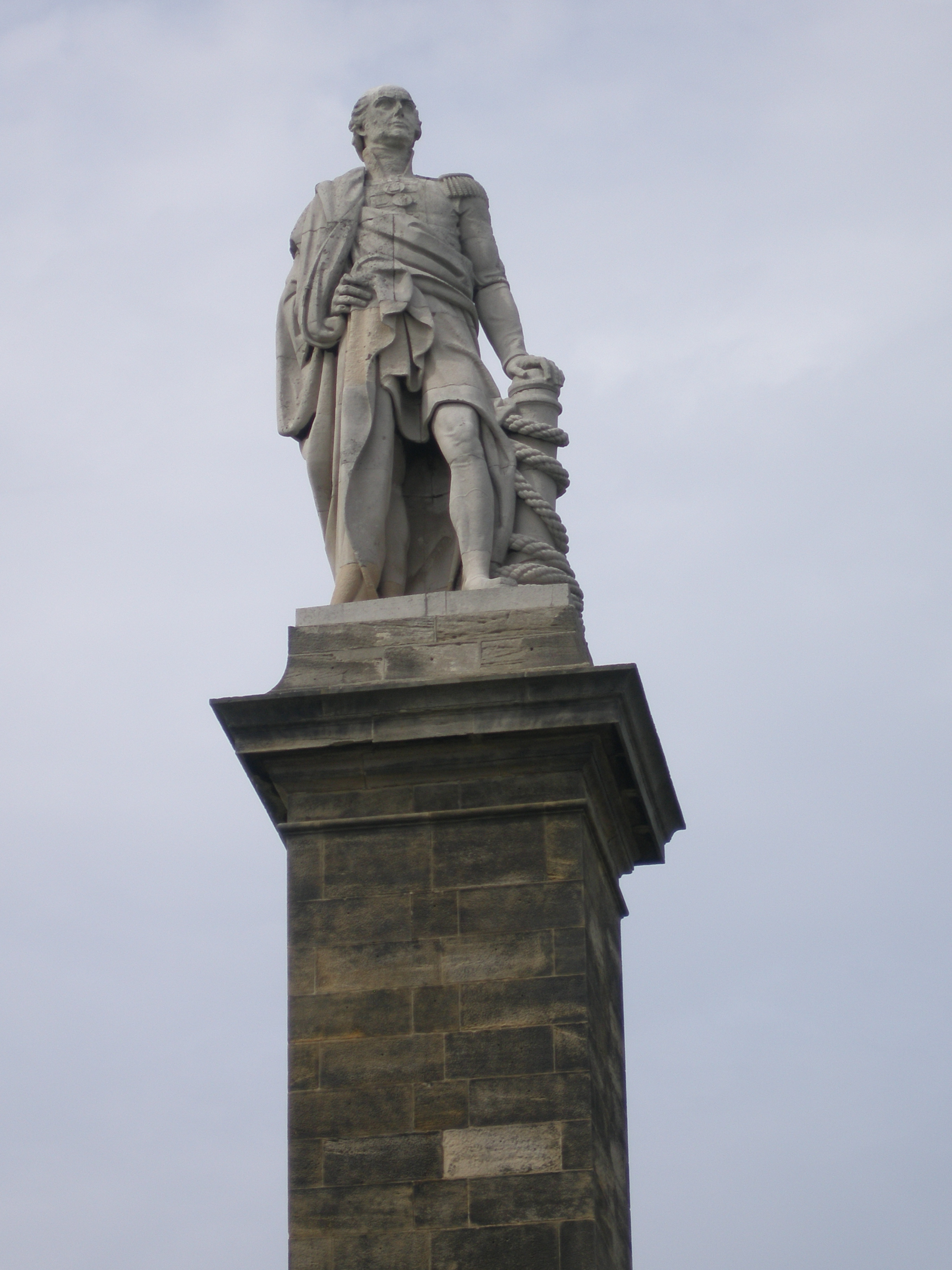
Pomnik Collingwooda w Tynemouth